# LIM (rappeur)
 (août 2025).
Pour les articles homonymes, voir LIM.
LIM, prononcé L.I.M., de son vrai nom Salim Lakhdari, né le 16 juillet 1979 à Issy-les-Moulineaux, dans les Hauts-de-Seine, est un rappeur et producteur français d'origine algérienne. Il réside toute sa jeunesse à Boulogne-Billancourt, plus précisément dans la cité du pont de Sèvres (la banlieue sud-ouest parisienne, en bordure de Seine). Ses premières apparitions discographiques remontent à l’âge d’or du rap français.

## Biographie

### Enfance et débuts
C'est au début des années 1990 par l'écoute des premiers albums de Public Enemy (Fear of a Black Planet en 1989) que LIM et ses associés créent Mo'vez Lang. À l'école primaire de la Castéja, LIM faisait déjà ses premiers pas dans le hip-hop en menant des combats de danse et de beat box dans les toilettes, avec son ami MRJ (Master Rap Junior). R.A.T. désormais producteur de Tous illicites était à l'époque rappeur, et LIM danseur. Aarafat et Kohndo de Coup d'État phonique ramenèrent à LIM et Mo'vez Lang les toutes premières instrumentales, qui permirent au groupe de s'entraîner et de préparer les premières scènes publiques. Le nom Mo'vez Lang a été choisi par le quartier, quand le groupe se faisait charrier sans cesse « les mauvaises langues ». 
À dix ans, lors de la fête du pont de Sèvres, Mo'vez lang donnent leur tout premier concert. Le rap était déjà engagé, c'était l'année de la première guerre du Golfe. Zoxea remarqua le talent et l'énergie du très jeune rappeur LIM, et décida de faire travailler le groupe Mo'vez Lang en studio et concert. Nadia, une animatrice du quartier encourage LIM Boulox et Cens Nino, âgés de 12 ans, de poursuivre leur passion, elle permettra au groupe de donner un mini concert à l'école des beaux arts. L'équipe d'animation du quartier permettra également de mettre tous les mercredis une salle à disposition du groupe pour répéter, écrire et danser.

### Années Beat 2 Boul
En 1994, Mo'vez Lang participe à la tournée européenne des Sages Poètes de la rue, ce qui permettra au groupe de se produire dans les salles françaises les plus prestigieuses : Le Zénith, l'Olympia, La Cigale avec notamment MC Solaar. Le 1er mars 1996, LIM et son groupe Mo'vez lang fait apparition sur l'album des Cool sessions 2 du producteur Jimmy Jay avec Poison juvénile, LIM a alors 16 ans. LIM était aussi gardien de but avec son associé R.A.T. au club des fils d'ouvriers de Renault, Boulox était ailier gauche et Cens Nino défenseur. En juin 1997, Mo'vez Lang apparait sur Beat 2 Boul dans la sono avec le titre Original Futur Style.
Le 3 mai 1999 sort le premier album de Mo'vez Lang : Héritiers de la rue. Ils décrivent le quotidien de l'enfant du ghetto. C'est Cens Nino qui donne le titre Héritiers de la rue à l'album qui a été enregistré en seulement un mois, jour et nuit, pendant le jeûne du ramadan. À la base, l'album est enregistré au studio Beat 2 Boul (l'actuel studio Tous Illicites du pont de Sèvres, les trois éléments). Le studio n'avait rien à voir avec l'actuel. Malgré les caméras de surveillance, le studio avait été abandonné à la suite d'un cambriolage. Depuis que « Tous illicites » a repris le studio, il est toujours ouvert, la sécurité est assurée et il n'y a plus aucun problème.
Le 14 février 2000, le jour de la Saint-Valentin, Beat 2 boul et son collectif sortent le deuxième album Dans la ville.

### Années 45 Scientific
45 Scientific sort le 25 septembre 2001 sa première compilation regroupant les artistes qui gravitent autour du label dont LIM avec le morceau Tous illicites.
LIM sort le premier volet de ses « mixtapes de la haine » en 2002. Intitulé Violences urbaines, LIM reçoit alors des invités peu connus comme La Fouine, Moussa, Les generos, Kousek, Mala. Cette mixtape était à l'époque publiée au format cassette chez le label 45 Scientific. Celui-ci a été réédité plus tard en format CD sur le label Tous illicites. LIM réussit l'exploit de l'écouler à 10 000 exemplaires alors que ce projet n'avait même pas été distribué. Il emmenait directement les stocks dans les magasins spécialisés.
En 2003, LIM accompagne Booba dans sa tournée Temps mort tour. LIM est à l'origine d' Animal sons, le crew des producteurs des classiques du groupe Lunatic de Booba ou de La Fouine. Initialement nommé « la pirogue », Marc et Clément d'Animal sons collaborent avec LIM et décident ensemble de renommer la structure Animal sons. LIM avait un studio en Seine-Saint-Denis avec DJ Bagdad qui s'appelait Tikrit, ville d'où est originaire Saddam Hussein.

### Tous Illicites
Fin 2004, LIM lance sa seconde mixtape Double violences urbaines. Toujours sans distributeurs, le CD se vendra à 7 000 exemplaires sous le label Tous Illicites[réf. nécessaire].
Réanimé, LIM est passé très près de la mort début 2005, contrairement aux rumeurs cela n'est pas dû à une overdose[réf. nécessaire]. Après sa convalescence, il enregistrera son premier album. LIM sort le 29 mars 2005 son premier album solo Enfant du ghetto, il expose la rue, sa vision ses principes et son enfance avec le thème de la drogue, la violence, la délinquance, le sexe, les armes, le deal[source insuffisante]. En featuring, on[Qui ?] retrouve Mala pour le titre Demande à la rue, Supa Lexx (Boogotop) pour le titre Enfant du ghetto, mais aussi les artistes internes du label Tous Illicites, Mo'vez Lang (À ce qu'il parait), Cens Nino (Tous dans la merde), Denver (Ca deal kill tranquille), Fantom (Pendant ce temps) et tous les autres dans le freestyle C'est pour mes frères. Il s'agit d'un album entièrement auto-produit, des textes à la promo, en passant par les sons, et distribué par Musicast. Il était accompagné d'un DVD d'une heure trente, la vidéo peut être retrouvée sur le site officiel de LIM. Les RG (renseignements généraux, police d’État), cherchent à interdire la vente de Enfant du ghetto, notamment à cause du DVD dans lequel R.A.T. apparait sur la scène Terminabeur avec un fusil à pompe.

### Ascension du rap de rue
Fin 2005 après une collaboration sur l'album Numéro d'Écrou, LIM et Alibi Montana récidivent avec l'album commun Rue, composé de 18 titres. Le morceau Trafic fait un carton[style à revoir]. L'album arrive 26e au top album mais se vendra à plus de 60 000 exemplaires[réf. nécessaire]. 
En juin 2006, la mixtape LIM - Triples violences urbaines arrive 13e au top album[réf. nécessaire]. LIM fait le tour des quartiers de France et ramène des rappeurs de France[réf. nécessaire]. Le CD contient 27 titres, 5 solo de LIM et le reste en featuring. La mixtape se vendra à plus de 50 000 exemplaires[réf. nécessaire]. En janvier 2007, LIM met à disposition le site rap-français.com, pour faire progresser le rap français et le rap indépendant[réf. nécessaire]. L'idée est de permettre aux rappeurs moins connus de se faire entendre.

### Apogée du rap de rue
Le 22 octobre 2007, LIM enregistre son deuxième album duo intitulé Délinquant. Le CD est plusieurs fois repoussé, LIM a travaillé plus d'un an en studio pour préparer son album solo[réf. nécessaire]. Le résultat est un double album de 34 titres et un maxi de 9 titres dont trois inédits[réf. nécessaire]. Pour faire patienter le public, le maxi Délinquant sort en juin 2007 pressé à seulement 10 000 exemplaires[réf. nécessaire]. La première semaine, le disque est en rupture de stock, 7 000 exemplaires ayant été écoulés. Le 22 octobre 2007, l'album Délinquant,  sous le label Tous Illicites, se place en tête des ventes.
L'album sera disque d'or, et s'écoulera à plus de 100 000 exemplaires[source secondaire nécessaire]. Le 28 septembre 2008, Mo'vez Lang sort son second album et arrive 13e au top album[réf. nécessaire]. Le 2 juin 2009, Évolution urbaine l'album en commun de Zeler et LIMarrive 16e au top album la première semaine et 17e au top album la deuxième semaine.
Le 27 mars 2010, l'album Combinaison dangereuse en commun de LIM et Meiday arrive 37e au top album. Le 10 juillet 2010, la compilation Illicite Raï produite par LIM arrive 58e au top album. Le 22 novembre 2010, le 3e album solo de LIM Voyoucratie, repenti mais pas collabo arrive 16e au top album avec 6 500 exemplaires vendus la première semaine. Le retour de LIM se fera avec Alibi Montana en février 2012. L'album se classe 58e au classement avec environ 2 500 exemplaires vendu. 
En mars 2013, LIM comparait devant le tribunal pour une course-poursuite à Trappes,.
LIM continuera à enregistrer avec des rappeurs de tous les coins de la francophonie[pas clair] et, ayant atteint les 80 titres, il dévoilera la suite (huit ans plus tard) de ses mixtapes Violences urbaines. Le 19 mai 2014, Violences urbaines 4 sort et contient 50 titres.
Le retour en solo de l'artiste se fera en janvier 2015 où il balancera[style à revoir] sur la chaîne YouTube de Tous Illicites un morceau inédit de son prochain album, Souvenir[pertinence contestée]. Le titre en question n'est ni mixé, ni masterisé mais il cumulera pas moins d'un million de vues sur la plateforme[source secondaire nécessaire].
C'est le 27 novembre 2015 que LIM sortira Pirates (Le maxi) pour faire patienter ses auditeurs avant l'album[réf. souhaitée].
L'album sortira presque un an plus tard et s'avèrera être un double album de 32 titres. 

## Apparitions
- 1995 : Mo'vez Lang feat. Zoxea - Avant la mort (sur la mixtape Just dangerous de Moda & Dan)
- 1996 : Mo'vez Lang feat. Dany Dan - Poison juvénile (sur la mixtape Les cools sessions vol.2 de Jimmy Jay)
- 1997 : Sir Doum's feat. Mo'Vez Lang - L’Éternelle histoire de la rue (sur la mixtape Nouvelle donne vol. 1)
- 1998 : Agression Verbale feat. Mo'Vez Lang - Connexion (sur la mixtape Hip Hop Vibes nouveau chapitre)
- 1998 : Mo'Vez Lang feat. Zoxea, Sir Doum's, Tim Single, Sk et Cozmic Ray - 2 Boulogne à Kenor You (sur la mixtape La rencontre de Paris à New York de Cut Killer)
- 1998 : Mo'Vez Lang feat. Zoxea, Dany Dan et Sir Doum's - Dans la party, sur la mixtape Mad connections de Dj Scribe
- 1998 : Mo'Vez Lang feat. Sir Doum's, Pass Partoo et H2b - Freestyle (sur la mixtape Freestyle Paris vol. 1 de DJ Cut Killer)
- 1998 : Mo'Vez Lang - Freestyle (sur la mixtape Néochrome vol.1)
- 1999 : LIM feat. Cens Nino - Freestyle (sur la mixtape What's the flavor vol.33 de DJ Poska)
- 1999 : LIM feat. Cens Nino et Pass Partoo - Freestyle (sur la mixtape Faut q'ça sorte de Dan)
- 1999 : Mo'Vez Lang - Fait monter le buzz (sur la mixtape L'Oscar dossier classé vol.1)
- 1999 : Malekal Morte feat. LIM - Freestyle (sur la mixtape Sang d'encre)
- 1999 : Mo'Vez Lang feat. 3e Relève - On oublie pas (sur la mixtape Conspirations 2 malfaiteurs vol.2 de DJ Lam-C)
- 1999 : Mo'Vez Lang feat. L'Skadrille, Abyss, Kheiron et Skl - Hautes Tensions (sur la mixtape L'union fait la force de L'Arcane)
- 1999 : Zoxea feat. LIM, Dany Dan, Mala, Nysay, Sir Doum's, Pass Partoo, Ims et Don Choa - Vengeance, sur l'album À mon tour d'briller
- 2000 : Ghetto Diplomats feat. Mo'Vez Lang - Microphonik Reurtis (sur la mixtape Bing bang vol.1)
- 2000 : Mo'Vez Lang - Freestyle (sur la mixtape de Généraldo, Généraldo vol. 1)
- 2001 :  LIM - Tous illicites (sur la compilation 45 Scientific)
- 2002 : Mo'Vez Lang feat. Cori - Bombe artisanale (sur la mixtape Le Cercle des MC's disparus)
- 2002 : Booba feat. LIM et Moussa - Animals (sur l'album Temps mort)
- 2004 : 1Korruptibles feat. LIM - Du bruit (sur l'album 1Korruptibles)
- 2004 : LIM - Freestyle, (sur la mixtape Ça devait arriver de DJ Modesty)
- 2004 LIM feat. Pass Partoo - Freestyle (sur la mixtape S.O.S freestyle vol.5 de DJ Deck et Mazer)
- 2005 : Alibi Montana et LIM - 93, 92 (sur l'album Numéro d'écrou)
- 2005 : Colib feat. LIM et Dros - Mon frère (sur l'album Vendredi 13à
- 2005 : Nysay feat. Mo'Vez Lang - À ce qu'il parait (remix) (sur la mixtape L'Asphalte)
- 2005 : LIM feat. Fantom et Rimeurs d'élite - On sort du stepo (sur la compilation Haute Tension)
- 2006 : Alpha 5.20 feat. LIM et Alibi Montana - Bienvenue dans le four (sur l'album Vivre et mourir à Dakar)
- 2006 : 45 Tero Rho feat. LIM - Révolution (sur le street album Ghetto Vol.1)
- 2006 : 45 Tero Rho feat. LIM et Fantom - Dans ta cité (sur le street album Ghetto Vol.1)
- 2006 : LIM - À la cité (sur la compilation Interdit en radio vol.2)
- 2006 : LIM - C'est le halla (sur la compilation R.I.P Réflexions)
- 2006 : LIM - Ghetto (sur la compilation Unity vol.1)
- 2006 : LIM - Un mec shité (sur la compilation Fat taf 2)
- 2006 : LIM feat. Alibi Montana - Freestyle (sur la compilation 100% Freestyle Performance)
- 2006 : LIM feat. Furax - On est tous dans le même sac (sur la compilation Poésie urbaine vol.2)
- 2006 : LIM feat. Boulox, Big Boss, Fantom et Zeler - Vol a l'arrachée (sur la compilation Talents Fâchés 3)
- 2006 : LIM feat. Ombre 2 Choc Crew - Niquer L’état (sur la compilation Ombre 2 Choc vol.2)
- 2007 : LIM feat. Shirdé, Lexro et Karl'1 - Chien de la casse (sur le street album Son of the Beach)
- 2007 : Légende Urbaine feat. LIM - Zup Sud, Zup Nord (sur l'album L'école de ma rue)
- 2007 : LIM - Héritier du Crime (sur la mixtape de Alino, Héritiers du crime)
- 2007 : LIM feat. Boulox et Larsen - Taximan (sur la compilation B.O Taxi 4).
- 2007 : LIM feat. Boulox, Kadillac, Fantom et Samira - Anti shmeta (sur la compilation Interdit aux bouffons)
- 2007 : Balistick feat. LIM - Pour les Zup, sur l'album Chant de tir
- 2007 : Lmc Click feat. LIM, Big Boss, Moha et Skeem - Du sang sur les mains (sur la mixtape Représente ta Rue vol. 2)
- 2007 : LIM, Fantom et Acid - Africa, sur la compilation Tueries rap français
- 2008 : 400 Hyènes feat. LIM - Sale temps pour un flic (sur l'album Péril jeune)
- 2008 : Fatale Clique feat LIM - Réussir ou crever (sur le street album Réussir ou crever)
- 2008 : LeGued Mussolini et Alibi Montana, Poison, V-laskes, Moubaraka, LIM et RS4 - Colère (sur le street album Capital Muss)
- 2008 : 187 Verbal feat LIM et Neoklash - Bombe artisanale (sur l'album Bombes de l'ombre vol. 2)
- 2008 : LIM, Ramsa et Diksa - Du Bruit dans la Foule - sur la compilation À l'arrache
- 2008 : Samat feat. LIM - Vraies Femmes (sur l'album Samat feat. Hip Hop de Rue vol 3)
- 2008 : LIM feat. Reda Taliani et Samira - Rai Kai (sur la compilation Rain'b Fever 3)
- 2008 : DJ Maze feat. LIM et Samira - J'ai trop vu de sales choses (sur l'album Rn'b Sélection)
- 2008 : Maréchal feat LIM - Trop on changés (sur l'album Barbare)
- 2008 : Rekta feat LIM, Koma Daddy, Moha le Vagabond, YS, Dias, Zepek, JLM, Linox Karrera, Lee Clay, Adil, Cris F, Natikal, Shadow Boxing, Kobra 5.13, Krimeur, Shirdé, Gonzales, Kadillac, Alex Vega et Don Erback - Freestyle (sur l'album MC Made in ouest)
- 2009 : LIM - La bourse ou la vie (sur la compilation Négative Music, Département 92)
- 2009 : LIM - Freestyle Parlez-vous français (sur la compilation Parlez vous français
- 2009 : LIM, 3e Releve - On n'oublie pas
- 2009 : LIM, Samat et Meiday  - La Douleur du bitume
- 2009 : Shone feat. LIM, Sambastoss et Yoshi - Assassins de la police (sur l'album Associations de malfaiteurs)
- 2009 : Alpha Aiko, Balistik Dogg et Baro feat LIM et Neoklash - Si t'es avec moi (sur l'album Dhuys City)
- 2009 : Les Frères Sy feat LIM et Anacronik - Le Son d'la lèrga (sur l'album Coup d'État)
- 2009 : LIM feat Zeler, Mo'vez Lang, Dokou, 45 Tero Rho, Fantom, General Salem, Big Boss et Larbi - Pour les taulards
- 2009 : Alino et Alibi Montana feat. Sefyu et LIM - Honneur au Ghettos (sur l'album Affaire de famille)
- 2009 : LIM, Zeler et Boulox - Indépendants
- 2009 : LIM, Dokou, Big Boss, Zeler et Boulox - Made in ghetto (sur Talents fâchés vol. 4)
- 2010 : Sixième Sens feat LIM, Corbo, Dawa O Mic, Zietfa et Wadi - Ghetto citoyens (sur l'album Citoyens du monde)
- 2010 : LIM feat. Mioche - Squatteurs de coins sales (sur la compilation Active force)
- 2010 : LIM feat. Corbo - Envoi une photo (sur la compilation Photo 2 famille)
- 2010 : LIM feat. 45 Tero Rho - Ferme ta gueule et écoute
- 2010 : LIM, Selim du 94, Demon One et Boulox - La Danse des leurs-dea (sur la compilation Street lourd 2)
- 2010 : Matchstick feat. LIM - Bang bang (sur la mixtape Me, Myself and I)
- 2010 : Am's et Midox feat. LIM - Dans nos favelas (sur l'album PsyKoze)
- 2010 : 45 Tero Rho feat. LIM et Zeler - Drogue transporteur (sur l'album Le Temps du changement)
- 2010 : LIM - 22 novembre 2010
- 2010 : LIM feat. Mister You, Kadillac et Rekta - Bellek Mecton
- 2010 : LIM - Voyoucratie
- 2011 : LIM feat. Alibi - Sur un coup de tète
- 2011 : LIM - La chienneté
- 2012 : L'Skadrille feat. Mo'vez Lang - Tu vas pas m'apprendre (sur l'album de Ghetto Youss (13or), Nouvelle marque)
- 2015 : A2SRO feat. LIM - Faut pas t'étonner (sur la mixtape Game of Rap)
- 2016 : Houarior feat. LIM - La Rue
- 2021 : Tony La Famille, Rémy, LIM, Jul, Hollis l’Infâme, Jok’Air, R.E.D.K., Dinor Rdt - Oh mama oh (sur l’album Le Classico organisé)